# Wilhelm Karl von Haidinger
Wilhelm Karl Haidinger (5. února 1795, Vídeň – 19. března 1871, Dornbach), povýšený v roce 1864 do šlechtického stavu jako Wilhelm Karl Ritter von Haidinger byl rakouský mineralog, geolog, fyzik a optik.

## Publikační činnost
- Anfangsgründe der Mineralogie (Leipzig, 1829)
- Geognotische Übersichtskarte der österreichischen Monarchie (Vídeň, 1847)
- Bemerkungen über die Anordnung der kleinsten Teilchen in Christallen (Vídeň, 1853)
- Interferenzlinien am Glimmer (Vídeň, 1855)
- Vergleichungen von Augit und Amphibo (Vídeň, 1855)